# Psychotria cornigera
Psychotria cornigera är en måreväxtart som beskrevs av George Bentham. Psychotria cornigera ingår i släktet Psychotria och familjen måreväxter. Inga underarter finns listade i Catalogue of Life.